# Сіраторі Кіміко
Сіраторі Кіміко (яп. 白鳥 公子; нар. Японія) — японська футболістка, виступала в збірній Японії.

## Кар'єра в збірній
У жовтні 1984 року Сіраторі була викликана до збірної Японії для туру по Китаю. Дебютувала за збірну 17 жовтня в поєдинку проти Італії. У 1984 по 1986 рік зіграла за національну команду 5 матчів.

## Статистика виступів у збірній
| жіноча національна збірна Японії | жіноча національна збірна Японії | жіноча національна збірна Японії |
| Рік                              | Матчі                            | Голи                             |
| -------------------------------- | -------------------------------- | -------------------------------- |
| 1984                             | 3                                | 0                                |
| 1985                             | 0                                | 0                                |
| 1986                             | 2                                | 0                                |
| Загалом                          | 5                                | 0                                |